# Shahumyan, Armavir
Shahumyan là một đô thị thuộc tỉnh Armavir, Armenia. Dân số ước tính năm 2011 là 1784 người.